# 塔兰托圣加大圣殿主教座堂
40°28′34″N 17°13′43″E / 40.47605°N 17.22856°E

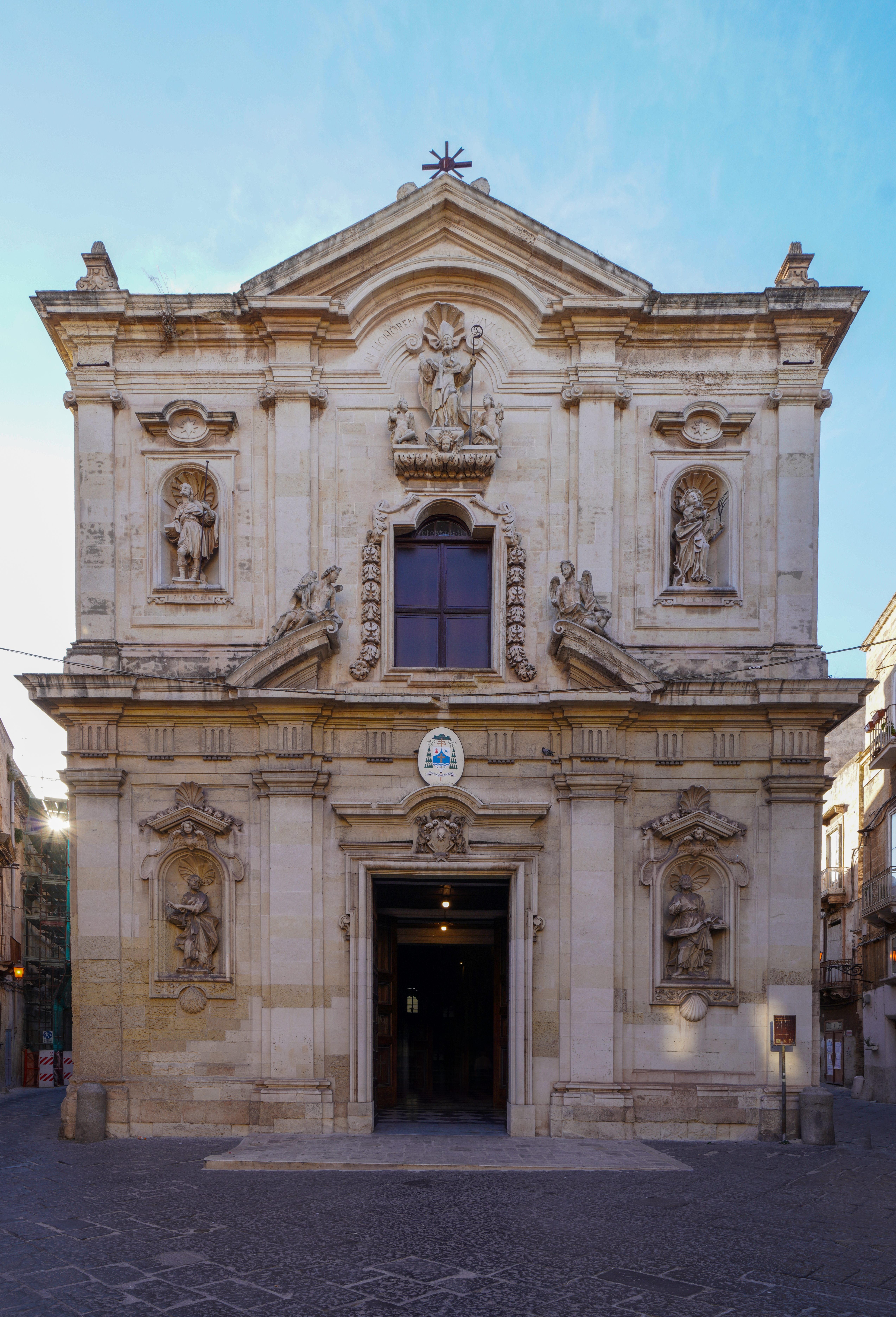

塔兰托圣加大圣殿主教座堂（Basilica cattedrale di San Cataldo）位于意大利普利亚大区塔兰托，是一座罗马天主教宗座圣殿、天主教塔兰托总教区的主教座堂。该堂由拜占庭建于10世纪，罗曼式风格，1713年增建巴洛克立面。

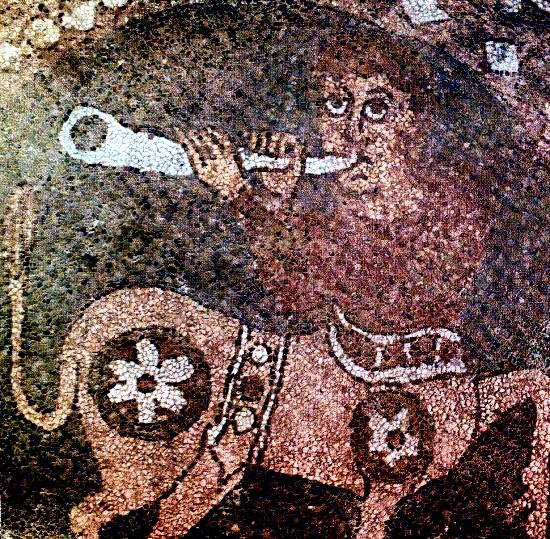
Particolare del mosaico

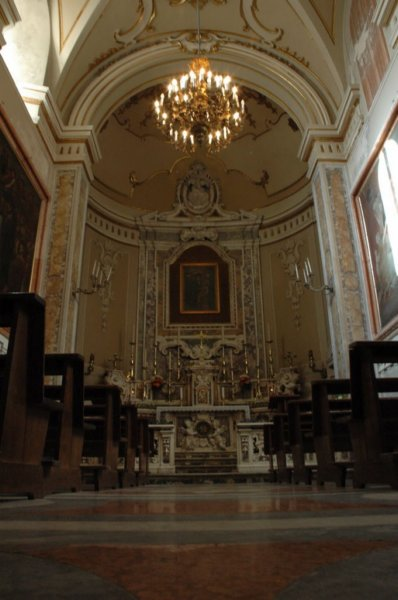